# Atarba mathewsi
Atarba mathewsi là một loài ruồi trong họ Limoniidae. Chúng phân bố ở miền Australasia.